# 比爾島
比爾島（英語：Beall Island）是南極洲的島嶼，位於威爾克斯地，處於米歇爾半島西北面0.32公里，屬於風車群島的一部分，長1.8公里，根據美國海軍拍攝空中照片繪入地圖，現時由南極條約體系管理。